# アメリカ太平洋海兵隊
アメリカ太平洋海兵隊（United States Marine Corps Forces Pacific: MarForPac）は、アメリカインド太平洋軍の海兵隊構成部隊。軍種は海兵隊、部隊規模は総軍。作戦統制上は太平洋軍司令部、部隊管理上は海兵隊司令部の指揮を受ける。

## 概要
アメリカ太平洋海兵隊は、アメリカインド太平洋軍の海兵隊構成部隊として、太平洋地域で活動する海兵隊部隊を管轄する。ここには、日本や韓国、東南アジアなど、アメリカが重大な関心を寄せる地域があり、太平洋海兵隊は、これらの地域で発生した事態への初動兵力として、きわめて重要である。また、太平洋側の半球を責任範囲として、太平洋軍のほかアメリカ中央軍の海兵隊部隊に兵力を提供することも任務としており、フォース・プロバイダーとしての面も強い。
海兵隊において、太平洋海兵隊は、海兵隊総軍（MarForCom）および海兵隊予備役集団（MarForRes）と並んで、作戦部隊（MarFor）の3つの司令部のひとつとして位置づけられている。実戦部隊として第1海兵遠征軍と第3海兵遠征軍の2個海兵遠征軍を有することから、3個主要司令部のなかで最大の戦力を有する。第1海兵遠征軍は第3艦隊、第3海兵遠征軍は第7艦隊と協同して活動する。
なお、太平洋海兵隊司令官は、太平洋艦隊海兵軍（FMFPac）および太平洋海兵隊基地部隊（MCBPac）、在韓国海兵隊（MarForK）の司令官を兼任している。

## 編制
- 第1海兵遠征軍
  - 地上戦部隊構成要素 - 第1海兵師団
  - 航空戦部隊構成要素 - 第3海兵航空団
  - 兵站戦部隊構成要素 - 第1海兵兵站群（英語版）
  - 指揮部隊構成要素 - 第1海兵遠征軍司令部群
    - 第1海兵遠征軍司令部幕僚
    - 第1情報大隊
    - 第9通信大隊
    - 第1無線大隊
    - 第1海空射撃連絡中隊

  - 第1海兵遠征旅団（英語版）
  - 第11海兵隊遠征隊（英語版）
  - 第13海兵隊遠征隊（英語版）
  - 第15海兵隊遠征隊（英語版）
- 第3海兵遠征軍
  - 地上戦部隊構成要素 - 第3海兵師団
  - 航空戦部隊構成要素 - 第1海兵航空団
  - 兵站戦部隊構成要素 - 第3海兵兵站群（英語版）
  - 指揮部隊構成要素 - 第3海兵遠征軍司令部群
    - 第3海兵遠征軍司令部幕僚
    - 第3情報大隊
    - 第7通信大隊
    - 第3無線大隊
    - 第5海空射撃連絡中隊

  - 第3海兵遠征旅団（英語版）
  - 第31海兵隊遠征隊